# حمام وسطی
حمام وسطی مربوط به دوره قاجار است و در شهرستان سامان، شهر سامان واقع شده است. این اثر در تاریخ ۷ خرداد ۱۳۸۷ با شمارهٔ ثبت ۲۲۹۵۷ به‌عنوان یکی از آثار ملی ایران به ثبت رسیده است.